# Hyamia palpitatalis
Hyamia palpitatalis là một loài bướm đêm trong họ Noctuidae.